# بلدة لورنس (ميشيغان)
لورنس (بالإنجليزية: Lawrence Township, Michigan)‏ هي بلدة تقع بولاية ميشيغان في الولايات المتحدة. تبلغ مساحتها 92.9 (كم²)، وترتفع عن سطح البحر 231 م، بلغ عدد سكانها 3341 نسمة في عام تعداد الولايات المتحدة 2000 حسب إحصاء مكتب تعداد الولايات المتحدة وتصل الكثافة السكانية فيها 36.8 نسمة/كم2.

## وصلات خارجية
- http://www.lawrence-township.com/
- The US50 - Cities and Towns in Michigan State
- Michigan Cities and Towns, Facts, Map, Flag, Colleges, Government, and More